# Aisling Reilly
Aisling Reilly (em irlandês:  Aisling Ní Raghallaigh) é uma política irlandesa do partido Sinn Féin. Em 2021, Aisling substituiu Fra McCann como um MLA representando o círculo eleitoral da Assembleia da Irlanda do Norte de Belfast Ocidental. Reilly foi educada em Coláiste Feirste e fala gaélico fluentemente.